# Az elnök emberei (negyedik évad)
Az elnök emberei negyedik évadja is elnyerte a legjobb drámasorozatnak járó Emmy-díjat. Az elnök emberei népszerű televíziós sorozat negyedik évadjának részeit az Amerikai Egyesült Államokban 2002. szeptember 25. és 2003. május 14. között sugározta az NBC csatorna a Warner Bros. gyártásában.

## Rövid tartalom
Lezajlik a kampány, Bartlet elnököt ismételten megválasztják elnöknek. Sam kilép a stábból és indul a kongresszusi képviselő-választáson Kaliforniában. Egy afrikai tömegmészárlás során a Fehér Ház ingadozik a beavatkozás és elkerülés lehetőségein. Zoey lediplomázik és este megünnepli egy szórakozóhelyen a nagy eseményt, ahol tragikus fordulat következik be.

## Epizódok
|  | Alább a cselekmény részletei következnek! |

| Kép | Cím                        | Írók                                                                                     | Rendező             | Bemutató             | Epizód |
| --- | -------------------------- | ---------------------------------------------------------------------------------------- | ------------------- | -------------------- | ------ |
| | "A semmi közepén I"        | Aaron Sorkin                                                                             | Christopher Misiano | 2002. szeptember 25. | 66     |
| Donna, Josh és Toby lekési az elnöki konvojt és az indiai Unionvilleben maradnak egy kampánybeszéd után. A legkülönfélébb közlekedései eszközökkel próbálnak hazajutni nagy viszontagságok közepette. Az út során találkozott emberekből negatív érzést vált ki kilétük, szinte kizárólag republikánus szavazókkal akad dolguk. Közben fennáll a veszély, hogy kitudódik a titkos Qumari akció. Az egyik amerikai városban egy úszóversenyen csőbomba robban, ami 44 halálos áldozatot követel és 22 súlyos sérültet. Charlie ismételten bejuttatja az elnökhöz Deborah Fidererert a titkárnői állásinterjúra, akit korábban már elutasított Bartlet. Charlie azért ragaszkodik Debbiehez, mert annak idején még ő vette fel őt a Fehér Házba, ami miatt elveszítette az állását. Bartlet rákérdez ennek körülményeire a felvételi elbeszélgetésen, de a titkárnő nem árulja el az okot, és megtagadja a választ. Bartlet berekeszti a beszélgetést, de utána hamar rájön az igazságra és megkapja az állást. |                            |                                                                                          |                     |                      |        |
| | "A semmi közepén II"       | Aaron Sorkin                                                                             | Christopher Misiano | 2002. szeptember 25. | 67     |
| Donnáék tovább folytatják útjukat a Fehér Ház felé. Este egy bárban megismerkednek egy családapával, aki a lányát íratja be aznap egyetemre, és fél attól, hogy vele valami történik, mert mi lesz akkor a családjával. Bartlet tovább folytatja a pszichiáterrel a terápiát. Donnáék másnap hajnalban 20 óra utazás után besétálnak a Fehér Házba. |                            |                                                                                          |                     |                      |        |
| | "A válság"                 | Aaron Sorkin (teleplay) Debora Cahn és Mark Goffman (story)                              | Alex Graves         | 2002. október 2.     | 68     |
| Az elnöknek ügyvédre van szüksége az eshetőleges qumari perre. Leo felkéri a barátnőjét, hogy vállalja el az ügyet. Josh és Toby azon dolgoznak, hogy az egyetemi tandíj költségét 100%-ban le lehessen vonni az adóból. A Bartlet-adminisztráció egy koncertet szervez az egyetemistáknak. Josh és Amelia Gardner itt újra találkoznak. Amy bejelenti Joshnak, hogy egy republikánus szenátor titkáraként dolgozik. |                            |                                                                                          |                     |                      |        |
| | "Válaszcsapás"             | Aaron Sorkin (teleplay) Eli Attie (story)                                                | Vincent Misiano     | 2002. október 9.     | 69     |
| A Bartlet-adminisztráció elveti a tűcsere program bevezetését. Mélyül a qumari válság, Izrael külügyminisztere a Fehér Házba érkezik. Leo megkéri a minisztert, hogy várjanak egy hetet a qumari válaszcsapással. Qumar ugyanis Izraelt vádolja a Sharif gyilkossággal. Hazafelé lelövik az Izraeli külügyminisztert szállító gépet a Qumariak. A stáb készül a Vörös Misére. Richie a misén azzal vádolja Bartletet, hogy kampánycélokra használja fel az eseményt. Toby kiborul azon, hogy két vita lesz Bartlet és Richie között az egy vita helyett. |                            |                                                                                          |                     |                      |        |
| | "A második menet"          | Aaron Sorkin (teleplay) William Sind & Michael Oates Palmer (story)                      | Paris Barclay       | . október 16.        | 70     |
| Bartlet gyakorolja az elnökjelölti vitát a stábbal. A képek visszatérnek a 4 évvel előtti időre, amikor Bartlet elkezdte elnöki tevékenykedését. Láthatjuk az adminisztráció első baklövéseit. Hogyan rázzák át Donnát egy képzelt Fehér Házi rakétasilóval, aztán a lebambizás miatt hogyan vág vissza Donna Joshnak. Majd a jelenben már a qumari incidens miatt nem kívánt események lavinája indul el. Toby bejelenti, hogy exfelesége terhes tőle. A 47-es választókerületben meghal a demokrata szenátorjelölt. |                            |                                                                                          |                     |                      |        |
| | "Vita egyenes adásban"     | Aaron Sorkin & Paul Redford                                                              | Alex Graves         | 2002. október 30.    | 71     |
| Sam leutazik a 47-es választókerületbe, Narancs megyébe, hogy beszéljen a halott jelölt kampányfőnökével a választásokról. Leo tárgyal a qumari nagykövettel az esetleges háborúról. Bartlet és Richie megtartja elnöki vitáját. Bartlet kerül ki győztesen. |                            |                                                                                          |                     |                      |        |
| | "Az elnökválasztás"        | Aaron Sorkin (teleplay) David Gerken és David Handelman (story)                          | Lesli Linka Glatter | 2002. november 6.    | 72     |
| Josht megtréfálja Toby azzal, hogy a szavazás során civileket küld rá, akik eljátsszák neki azt, hogy rosszul szavaztak Bartletre. Bartlet és felesége szavaznak, majd az elnök észreveszi magán, hogy remeg a keze a sclerosis multiplex miatt. Debbie, a személyi titkárnő új szabályokat vezet be az elnök idejének hasznosabb beosztása érdekében. Donna véletlenül Richie elnökjelöltet jelölte meg a postai szavazólapon. A tévedése miatt az utcára megy szavazatot cserélni az ő szavazata helyett. 6 óra sikertelen próbálkozás után megismerkedik egy főhadnaggyal, aki átengedi számára a szavazatát, és Donna kérésére Bartletre szavaz Richie helyett. Toby megpróbálja meggyőzni az exfeleségét, hogy menjen újra hozzá feleségül a születendő gyermekeik miatt. Andy elutasítja a lánykérést. Kaliforniában sikeresre fordul a szavazás állása, a halott jelölt befutónak ígérkezik. Sam elkezd aggódni az özvegynek tett ígérete miatt, miszerint, ha lesz második forduló, akkor ő szívesen indul képviselőjelöltként. Bartlet megnyeri az elnökválasztást. |                            |                                                                                          |                     |                      |        |
| | "Váratlan fordulat"        | Aaron Sorkin (teleplay) Paula Yoo & Lauren Schmidt (story)                               | Christopher Misiano | 2002. november 13.   | 73     |
| A kaliforniai 74-es választókerületben győz a halott jelölt, emiatt második fordulót írnak majd ki. Sam kéri az elnök támogatását. Tobyt feleségkérő kampányt folytat Andy felé, amit az exfelesége folyamatosan, továbbra is visszautasít. A stáb is fontosnak tartja a házasságot, mivel nem szerencsés egy házasságon kívül született gyerek sem egy képviselő sem a kommunikációs igazgató esetében. Donna összefut Jack Reese főhadnaggyal a Fehér Házban. |                            |                                                                                          |                     |                      |        |
| | "A svájci közvetítő"       | Kevin Falls & Eli Attie                                                                  | Christopher Misiano | 2002. november 20.   | 74     |
| Az iráni ajatollah 15 éves fia súlyos beteg, szív és tüdőátültetésre szorul. Ezt a műtétet csak az USA-ban képesek végrehajtani. A három lehetséges orvos közül csak egy elérhető, de ő elsőre megtagadja a műtétet, mivel maga is iráni, akinek megkínozták az apját annak idején az iráni kormány emberei. Ezért menekült el ő is az országból. Abbey tanácsára az elnök mégis ráveszi az orvost, hogy hajtsa végre a műtétet, hiszen egy orvosnak kötelessége segíteni, és nem számít az, hogy a beteg kihez tartozik. |                            |                                                                                          |                     |                      |        |
| | "Csip-csup ügyek"          | Aaron Sorkin (teleplay) Gene Sperling (story)                                            | John David Coles    | 2002. november 27.   | 75     |
| Egy kiváló női pilóta viszonyt folytat egy alatta lévő rangú tiszttel, felettesei megparancsolják, hogy fejezze be a kapcsolatot, de ő megtagadja a parancsot. A pilótanőre elbocsátás vár parancsmegtagadás miatt és eshetőleges 2 évi börtönbüntetés. Ebben a kérdésben Bartletnek kell döntenie. Sam átköltözik Narancs Megyébe kampányolni az utóválasztásra. C. J. összetűzésbe keveredik az egyik fehér házi újságíróval, aki nehezményezi, hogy átültették az első sorból a negyedik sorba. Sam Tobyhoz küldi Will Balieyt, hogy segítsen neki az avató beszéd megírásában. Toby azt hiszi, hogy Will állásinterjúra jött. Próbára teszi a fiút, aki remek beszédet ír Toby kérésére. Toby ideiglenesen felveszi Willt szövegírónak. |                            |                                                                                          |                     |                      |        |
| | "Szenteste a Fehér Házban" | Aaron Sorkin                                                                             | Thomas Schlamme     | 2002. december 11.   | 76     |
| Andrea Wyatt kongresszusi képviselőasszonyt, Toby exfeleségét feljelentik a szavazók, amiért eltitkolta a terhességét. Donna megkéri Josht, hogy kérdezze meg Jack főhadnagyot, hogy elhívná e randira. Josh kétszer is megkeresi Reese-t, de mindkétszer kínos helyzetbe hozza magát és Donnát is. Baileyt nem fogadják be a Fehér Ház alkalmazottai. Az irodáját telepakolják kerékpárokkal. Toby apja meglátogatja Tobyt, aki elutasítóan viselkedik vele. Az apja régen a Murder Inc.-nél dolgozott, ezért nem hajlandó vele szóba állni hosszú évek óta. Az apja az unokái hírére érkezett és békülni akar. Will felsül az elnökkel való első találkozásakor. Danny Concannon mikulásnak öltözve meglepi C.J.-t a sajtótájékoztatón, majd utána elmondja neki, hogy a Bermudán volt és rábukkant annak nyomaira, miszerint az amerikai hadsereg a Sharif lezuhanása előtt a helyszínen járt. C. J. tájékoztatja Leót és a csapatot Danny feltételezéseiről. Zoey Bartlet bemutatja új francia nemes barátját Charlienak. Az apját pedig megkéri, hogy Jean-Pierre hagy töltse a karácsonyt náluk. Charlie féltékeny az új fiúra. |                            |                                                                                          |                     |                      |        |
| | "Sorsdöntő szavazat"       | Eli Attie & Kevin Falls és Aaron Sorkin                                                  | Bill D'Elia         | 2003. január 8.      | 77     |
| Charlie meg akarja mutatni Jean-Pierrenek, hogy bármit el tud intézni az Ovális Irodában. Egy kérelmezőnek étkezési jegyeket akar szerezni, de helyette egy memót kap és rajta kívül megkapja még az egész adminisztráció. Bartletnek egy tehénnel kell fényképezkednie, de helyette egy kecskét hoznak a Fehér Házba. A kecske is megy Will irodájába. Bartlet kitalálja, hogy a stábja a soron következő kongresszusi ülésre, ami 14 óra múlva kezdődik szerezzen pénzt egy külföldi segélyezésre. Joshék kudarcot vallanak. |                            |                                                                                          |                     |                      |        |
| | "Hosszú búcsú"             | Jon Robin Baitz                                                                          | Alex Graves         | 2003. január 15.     | 78     |
| C. J. hazautazik Daytonába, Idaho államba. A régi gimnáziumba felkéri egy beszédre a Egy nemzedék ígérete címen. Nagyon rossz állapotban találja otthon az édesapját, aki Alzheimer-kórban szenved. Élettársa, C.J. volt angol tanárnője elhagyta, magányos és zavarodott. C.J. aggódik, hogy az apja egyedül van. Felelősségre vonja mostohaanyját a szakítás miatt. Elviszi az apját egy régi orvos barátjukhoz. A városban találkozik volt osztálytársával, aki elkíséri a bálba. |                            |                                                                                          |                     |                      |        |
| | "Beiktatás I"              | Aaron Sorkin (teleplay) Michael Oates Palmer & William Sind (story)                      | Christopher Misiano | 2003. február 5.     | 79     |
| Hat nappal a beiktatás előtt Bartlet épp Bibliát választ. Toby és Will az avató beszéddel küzd. Nem fogadják el a külügyminisztérium szövegét, emiatt Will erős összetűzésbe keveredik a miniszterrel. Will bekéri az eddigi összes Bartlet beszédet. Kundunban népirtás zajlik, egyre növekszik a halálesetek száma. Az elnök egyelőre nem lép az ügyben. Jack Reese főhadnagyot áthelyezik egy másik támaszpontra, Donna kutakodik az ok miatt és keresi a felelőst. |                            |                                                                                          |                     |                      |        |
| | "Beiktatás II"             | Aaron Sorkin (teleplay) David Gerken & Gene Sperling (story)                             | Lesli Linka Glatter | 2003. február 12.    | 80     |
| Három nappal az avatás előtt a beszéd még mindig nem tökéletes. A külügyminiszteri nyomás miatt a szöveg vértelen lesz és sablonos. Will dühös és elégedetlen. Bartlet a nemzeti érdek és az saját erkölcsei között lavíroz a beszéde kapcsán. Donna a barátjához, Jack Reese-hez utazik, akit áthelyeztek egy másik támaszpontra. Névtelen Fehér Házi forrás a Washington Postba nyilatkozik, amiben bírálja a Pentagont. Donna magára vállalja a nyilatkozatot. Bartlet az avatás előtti éjszakán egy Oliver és Hardly filmet néz, miközben úgy dönt, hogy mégis az erkölcseire hallgat, és nem veszi figyelembe a gazdasági érdekeket. Behívatja Tobyt, Willt és Josht. Hárman átírják éjszaka a szöveget a másnapi avatásra. A biblia kérdés s megoldódik. Másnap délben a szomszéd könyvtárban található bibliára esküszik meg Bartlet. A beszéde óriási sikert arat. Toby megkéri Leot, hogy Willt tegye meg a helyettesévé. Közben Josh rájön, hogy Donna nem lehetett a névtelen forrás, csak átvállalta a barátja helyett. Az elnök kinevezi Will Baleiyt kommunikációs igazgatóhelyettessé valamint bejelenti, hogy segít Kundunon és odaküldi a hadosztályát. |                            |                                                                                          |                     |                      |        |
| | "A taktikák és praktikák"  | Aaron Sorkin (teleplay) Lauren Schmidt & Paula Yoo (story)                               | Vincent Misiano     | 2003. február 19.    | 81     |
| Az amerikai hadsereg 86-os hadosztálya Kundunba érkezik és elfoglalják a bitangai repülőteret. A kunduni kormány 36 órát kap arra, hogy leszerelje hadseregét, Kundun azonban felgyorsítja a népirtást a határidőig. A 47. választókerületbe készül Bartlet Sam kampányára. Will kinevezése miatt felmond az összes beszédíró, így Will egyedül marad az összes beszéd megírására. Segítségül csak a gyakornokokra számíthat. Andrea Wyatt, Toby, C. J. és Charlie egy bárban borozgatnak. Az egyik civil beleköt Andyba a házasságon kívüli terhessége miatt. Toby és a férfi összetűzésbe keveredik és összeverekednek. |                            |                                                                                          |                     |                      |        |
| | "Megtorlás"                | Aaron Sorkin (teleplay) Mark Goffman & Debora Cahn (story)                               | Alex Graves         | 2003. február 26.    | 82     |
| Sam kihozza Tobyékat a rendőrségről. A kunduniak elfognak 3 amerikai katonát és súlyosan bántalmazzák őket. Sam kampánya anyagi nehézségekkel küszködik. Josh és a First Lady között nézeteltérések támadtak 12 millió dollár elhelyezése miatt. Josh azt tanácsolja Mrs. Bartletnek, hogy fogadjon fel egy profi igazgatót a projektjeihez. A három túszul ejtett katona családja meglátogatja az elnököt. A három katonát sikerül kimenekíteni, de válaszul a kunduniak felrobbantják Ghánában a mentőalakulatot, emiatt 17 katona meghal 22 megsebesül. |                            |                                                                                          |                     |                      |        |
| | "Kalózok"                  | Paul Redford & Debora Cahn és Aaron Sorkin (teleplay) Paul Redford & Debora Cahn (story) | Alex Graves         | 2003. március 26.    | 83     |
| Amy elhelyezkedik Mrs. Bartletnél személyzeti vezetőnek. Abbey szeretné elérni, hogy leszavazzanak egy az Ovális Iroda által támogatott törvényjavaslatot. Az amerikai forradalom lányainak szakszervezete el akarja távolítani a First Ladyt a sorai közül, mivel Mrs. Bartletnek az ősei közül egy kalóz található meg, ami ellenkezik az alapszabályaikkal. Josh megkéri Donnát, hogy az esti Fehér Házi partin tartsa szemmel az egyik védett hölgy barátját. Tobynél jelentkezik az egyik gyógyszergyár képviselője, miszerint 3 éve hazudnak, ugyanis a telepeiken rákkeltő anyagot engedtek ki. Zoey megkéri Charlie-t, hogy ne udvaroljon többet, mert Jean-Pierre féltékeny rá, Charlie elutasítja a kérést, és szerelmet vall Zoeynak. |                            |                                                                                          |                     |                      |        |
| | "Vaklárma"                 | Eli Attie and Aaron Sorkin (teleplay) Eli Attie & Kevin Falls (story)                    | Jessica Yu          | 2003. április 2.     | 84     |
| Az elnöki gépen probléma lép fel, a futómű kijelzője elromlik. Egy vadászrepülőgépet rendelnek ki mellé, hogy megnézhessék kívülről mi a baj. A meghibásodás miatt a gép nem tud leszállni, ami miatt a tetőfokára hág a feszültség. A sajtó munkatársai tudósítani akarnak a problémáról, de C. J. hírzárlatot rendel el, és elzár minden kommunikációs forrást az újságíróktól. Az elnöknek problémái akadnak a kolumbiaiak drogtermelésével. A futómű problémája megoldodik, csupán csak a kijelző romlott el. |                            |                                                                                          |                     |                      |        |
| | "Vesztegzár"               | Aaron Sorkin (teleplay) Eli Attie & David Handelman (story)                              | Christopher Misiano | 2003. április 23.    | 85     |
| Napéjegyenlőség van. C. J. meg van róla győződve, hogy ezen a napon lehetséges egy tojás élére állítása. Az adminisztráció pókerezik, amihez csatlakozik Debbie is és leleményesen elnyeri a csapat pénzét. Új republikánus jogtanácsos érkezik a Fehér Házba. Egy orosz város felett lezuhan egy amerikai felderítő repülőgép, ami előtte illegális nukleáris kereskedelmet fényképezett. A kormánynak szüksége van a légifelvételekre, de ehhez Csigorin orosz elnök engedélyére van szükség, amivel elhozhatják a repülőgépet. A felderítő repülőgép technológiája titkos. Bartlet felhívja az orosz elnököt és azt mondja neki, hogy a repülőgép eróziós felvételeket készített Finnországnak, amit az orosz elnök nem hisz el, és azt válaszolja, hogy az emberei, majd átvizsgálják a gépet és elküldik a felvételeket. Bartlet nem akarja, hogy a szabadalmaztatott technológiájú felderítő repülőgép az oroszok kezére jusson. Elmondja neki az igazi okot, felajánlja, hogy megossza az oroszokkal a felvételeket, de a repülőgépet nem adja ki. Csigorin belemegy az alkuba. Közben egy merénylő lövéseket ad le a Fehér Házra és eltalálja a sajtóterem ablakát, amiben épp C.J., Toby és Will tartózkodik. A Fehér Ház titkosszolgálata lezárja a nyugati szárnyat, mivel a támadás előtt több városban is bombamerénylet volt. A merénylőt elkapják. Josh felveszi az új jogtanácsost. |                            |                                                                                          |                     |                      |        |
| | "Közveszélyes szerető"     | Aaron Sorkin (teleplay) Paul Redford & Dee Dee Myers (story)                             | John David Coles    | 2003. április 30.    | 86     |
| A Washington Post újságban megjelenik egy cikk, miszerint a Fehér Ház elhallgatta, hogy a Marson van élet, azaz egy Marsról érkezett meteoritban fosszíliákat találtak. Az új jogtanácsos első napján a Fehér Házban felfedezi, hogy az informátor az a személy, aki korábban Hones alelnökkel viszonyt folytatott. A nő erről a viszonyról könyvet készül megjelentetni. Hones az adminisztráció felelősségrevonása alkalmával megvallja, hogy elfecsegett sok mindent a szeretőjének. Hones este meglátogatja az elnököt és bejelenti, hogy lemond. |                            |                                                                                          |                     |                      |        |
| | "Végzetes este"            | Aaron Sorkin                                                                             | Alex Graves         | 2003. május 7.       | 87     |
| Zoey készül az egyetemi diplomaosztóra, amit apja fog tartani. Charlie-vel 4 éve elástak egy üveg pezsgőt az Nemzeti Arborétumban, azzal a fogadalommal, hogy Zoey diplomaosztóján fogják kibontani. Este mindketten megjelennek a helyszínen. Danny bejelenti C.J.-nek, hogy rábukkant a "halott" qumairi amerikai pilótára, és ebből másnap tényfeltáró vezércikket fog megjelentetni, amiben megírja, hogy az USA kormánya gyilkoltata meg Sharifet. C.J. és Leo megkéri, hogy tartsa vissza a hírt még három napig, mivel Bahji-ban mozgosították a katonákat. Toby vásárol Andynak egy házat és elviszi oda az exfeleségét. Andynak régóta nagy álma ez a ház. Toby ismét megkéri a kezét, de Andy megint elutasítja. Kifelé menet megindul a szülés. Bemennek a kórházba. Zoey és barátja az egyetemi buliban szórakozik. Zoeyra 4 ügynök vigyáz, akik követik majd őt Franciaországba is. Zoey italába Jean Pierre extasyt kever. Zoey rosszul lesz és kimegy a mosdóba, ahonnan elrabolják. Moly ügynököt holtan találják a hátsó bejártanál. |                            |                                                                                          |                     |                      |        |
| | "Hatalomátadás"            | Aaron Sorkin                                                                             | Christopher Misiano | 2003. május 14.      | 88     |
| Teljes válsághelyzet van a Fehér Házban. Bartlet életbe lépteti a 25. cikkelyt, miszerint ilyen helyzetben lemond a tisztségben soron következő személy javára, azaz átadja az elnökségét ideiglenesen a republikánus házelnöknek. Tobynak megszületnek a gyermekei, Huck és Moly. Donna megtalálja a faxok közül a váltságdíj kérő levelet. Zoey-ért cserébe arab terroristák szabadonengedését kérik. Toby bizonytalanul beszámol Leónak, hogy attól tart, hogy nem fogja úgy szeretni a gyerekeit, ahogy más apák teszik. Leo megnyugtatja, hogy nem így lesz. Toby bemegy a kórházba meglátogatni a gyermekeit és egy kis időt tölt velük. Megérkezik a házelnök és leteszi a hűségesküt, Bartlet aláírja a lemondó levelet. |                            |                                                                                          |                     |                      |        |

## Lásd még
- Harmadik évad
- Ötödik évad